# G因子
g因子，亦稱g值、無量綱磁矩，是用於描述某粒子的磁矩和旋磁比的無量綱量。它是表達了觀測到的粒子磁矩與其角動量量子數和某單位磁矩（一般為玻爾磁子或核磁子）之間關係的一個比例常數。

## 定義

### 狄拉克粒子
對於一個帶電荷，自旋為1/2，不含內部結構的粒子（狄拉克粒子），其自旋磁矩為
{\displaystyle {\boldsymbol {\mu }}=g{e \over 2m}{\boldsymbol {S}},}
其中μ是該粒子的自旋磁矩，g是粒子的g因子，e是基本電荷，m是粒子的質量，S是粒子的自旋角動量（對於狄拉克粒子的值為ħ/2）。

### 重子和原子核
質子、中子、原子核等複合重子的磁矩由自旋產生（在自旋和磁矩均為零的情況下，無法定義g因子）。循慣例，對於此類粒子使用核磁子來定義g因子，因此從間接上利用了質子的質量，而不是該粒子本身的質量：
{\displaystyle {\boldsymbol {\mu }}=g{\mu _{\text{N}} \over \hbar }{\boldsymbol {I}}=g{e \over 2m_{\text{p}}}{\boldsymbol {I}},}
其中μ是該粒子的自旋磁矩，g是粒子的有效g因子，I是粒子的自旋角動量，μN是核磁子，e是基本電荷，mp是質子的靜質量。

## 計算

### 電子的g因子
電子共有三個磁矩，分別來自它的自旋角動量、軌域角動量以及總角動量（前兩者在量子力學下之和）。它們各有一個相應的g因子。

#### 自旋g因子
電子自旋g因子（往往簡稱為電子g因子）ge定義為：
{\displaystyle {\boldsymbol {\mu }}_{\text{s}}=g_{\text{e}}{\mu _{\text{B}} \over \hbar }{\boldsymbol {S}},}
其中μs是電子自旋所產生的磁矩，S是自旋角動量，{\displaystyle \mu _{B}=e\hbar /2m_{e}}是玻爾磁子。在原子物理學裏，電子自旋g因子往往定義為ge的絕對值：
{\displaystyle g_{\text{s}}=|g_{\text{e}}|=-g_{\text{e}}.}
磁矩的z分量可寫作
{\displaystyle \mu _{\text{z}}=-g_{\text{s}}\mu _{\text{B}}m_{\text{s}}.}
gs的值約等於2.002319。截至2023年，電子gs值得實驗誤差值在1兆（萬億）分之一以下，是物理學中測量精度最高的物理量之一。它之所以不完全等於2，是量子電動力學中的異常磁矩所致。

#### 軌域g因子
電子軌域g因子gL定義為
{\displaystyle {\boldsymbol {\mu }}_{\text{L}}=-g_{\text{L}}{\mu _{\mathrm {B} } \over \hbar }{\boldsymbol {L}},}
其中μL是電子軌域角動量所產生的磁矩，L是軌域角動量，μB是玻爾磁子。如果假設原子核質量無限大，則gL等於1，推導方法和經典旋磁比雷同。設ml為電子軌域的磁量子數，則軌域角動量的z分量為
{\displaystyle \mu _{\text{z}}=g_{\text{L}}\mu _{\text{B}}m_{\text{l}}.}
由於gL = 1，因此上式亦等於μBml。
實際原子核的質量是有限的，這時可得出有效軌域g因子
{\displaystyle g_{L}=1-{\frac {1}{M}},}
其中M是原子核質量與電子質量之比。

#### 總角動量g因子
最後，總角動量g因子（又稱朗德g因子）gJ定義為
{\displaystyle {\boldsymbol {\mu }}=-g_{\text{J}}{\mu _{\text{B}} \over \hbar }{\boldsymbol {J}},}
其中μ是電子的總磁矩，J = L + S是總角動量，μB是玻爾磁子。利用量子力學，可從gL和gs的值得出gJ的值，詳見朗德g因子。

### μ子的g因子
μ子的自旋g因子由下式給出：
{\displaystyle {\boldsymbol {\mu }}=g{e \over 2m_{\mu }}{\boldsymbol {S}},}

如果自然界的確存在超對稱，那麼包含新粒子的圈圖就會影響μ子的g−2的值。領頭項包括圖中兩個圈圖：超中性子和超μ子迴圈，以及超荷子和超中微子迴圈。這屬於超越標準模型的物理學。

其中μ是μ子自旋所產生的磁矩，S是自旋角動量，mμ是μ子的質量。
μ子的自旋g值約為2.002331，與電子的自旋g值有細微的差異。差異的絕大部分（99.96%）可以用量子電動力學中異常磁矩的計算方法來解釋：在描述μ子產生磁偶極子場的費曼圖中，有包含大質量粒子的圈圖，在描述電子的圖中則沒有。這完全是兩種粒子質量不同的結果。
但是，μ子和電子g因子之間的差別從理論上可以受超越標準模型的物理學所影響，所以μ子g因子的精確實驗測量對物理學有著重要意義。美國布魯克黑文國家實驗室在2006年公佈的實驗值為2.0023318416(13)，其中括號表示最後位數的不確定性；相比之下，理論值為2.0023318361(10)。實驗和理論值的差距在3.4個標準差，意味著可能存在來自超越標準模型的物理效應。布魯克黑文的μ子儲藏環已轉移至費米實驗室，以進行精確度更高的μ子g−2測量實驗。

## g因子測量值
| 粒子 | 符號 | g值               | 不確定性     |
| ---- | ---- | ----------------- | ------------ |
| 電子 | ge   | −2.00231930436182 | 0.00000052   |
| μ子  | gμ   | −2.0023318418     | 0.0000000013 |
| 中子 | gn   | −3.82608545       | 0.00000090   |
| 質子 | gp   | +5.585694702      | 0.000000017  |